# سيدي الجيلالي
سيدي الجيلالي إحدى بلديات دائرة سيدي الجيلالي بولاية تلمسان الجزائرية.